# The Insider
The Insider is een Amerikaanse film van Michael Mann uit 1999. De hoofdrollen zijn voor Al Pacino en Russell Crowe.
De film kreeg eerst de naam 60 Minutes maar dat veranderde later in The Insider. De film is gebaseerd op een waargebeurd verhaal maar is op bepaalde punten gedramatiseerd.

## Verhaal
Jeffrey Wigand is ontslagen door zijn werkgever en tabaksfabrikant Brown & Williamson. In dezelfde tijd krijgt Lowell Bergman, journalist voor het programma 60 Minutes, een pakket met documenten over sigarettenfabrikant Philip Morris, inclusief een gezondheidsstudie. Bergman zoekt contact met Wigand voor meer uitleg over de documenten. Bergman ontdekt dat Wigand wat weet over tabaksfabrikant Brown & Williamson. Wigand wordt klokkenluider: hij wil vertellen wat er exact speelt, maar wordt ondertussen bedreigd door zijn werkgever. B&W voegt verboden middelen toe aan sigaretten om ze extra verslavend te maken. Bergman denkt met deze primeur hoge kijkcijfers te scoren, totdat blijkt dat de tabaksindustrie zo machtig is dat zender CBS gedwongen wordt om 60 Minutes gecensureerd uit te zenden, zonder de bevindingen van Wigand.

## Rolverdeling
| Acteur                | Personage                           |
| --------------------- | ----------------------------------- |
| Al Pacino             | Lowell Bergman                      |
| Russell Crowe         | Jeffrey Wigand                      |
| Christopher Plummer   | Mike Wallace                        |
| Diane Venora          | Liane Wigand                        |
| Philip Baker Hall     | Don Hewitt                          |
| Lindsay Crouse        | Sharon Tiller                       |
| Debi Mazar            | Debbie De Luca                      |
| Renee Olstead         | Deborah Wigand                      |
| Hallie Kate Eisenberg | Barbara Wigand                      |
| Stephen Tobolowsky    | Eric Kluster                        |
| Colm Feore            | Richard Scruggs                     |
| Bruce McGill          | Ron Motley                          |
| Gina Gershon          | Helen Caperelli                     |
| Michael Gambon        | Thomas Sandefur                     |
| Rip Torn              | John Scanlon                        |
| Cliff Curtis          | sjeik Fadlallah                     |
| Gary Sandy            | advocaat van Sandefur               |
| Mike Moore            | openbare aanklager, speelt zichzelf |
| Roger Bart            | hotelmanager                        |

## Academy Award-nominatie
De film werd genomineerd voor de volgende Academy Awards:
- Best Actor in a Leading Role (Russell Crowe)
- Best Director
- Best Picture
- Best Editing
- Best Sound
- Best Writing, Screenplay based on Material previously Produced or Published
- Best Cinematography